# تويلي
تویلي، (بالإنجليزية: Tuili)‏، هي بلدية، في مقاطعة جنوب سردينيا، في إقليم سردينيا الإيطالي، وتقع على بعد حوالي 60 كم (37 ميل) شمال كالياري، وحوالي 20 كم (12 ميل) شمال شرق سانلوري.

## السكان
في سنة 1861 بلغ عدد السكان 1٬334 نسمة، وتطور العدد ليصل في سنة 2011 لـ 1٬207 نسمة.
يظهر هذا المخطط البياني تطور النمو السكاني لـ تويلي